# ستيفان كورنر
كان ستيفان كورنر (26 سبتمبر 1913 - 17 أغسطس 2000)، فيلسوفًا بريطانيًا، حاصل على زمالة الأكاديمية البريطانية، تخصص في أعمال كانط، ودراسة المفاهيم، وفلسفة الرياضيات.
غادر كورنر، المولود لعائلة يهودية بتشيكوسلوفاكيا، تلك البلاد، لتجنب الموت المحقق على أيدي النازيين بعد الاحتلال الألماني لتشيكوسلوفاكيا عام 1939، فقدم إلى المملكة المتحدة كلاجئ، حيث بدأ دراسة الفلسفة، ومن ثم أصبح أستاذًا للفلسفة بجامعة برستل بحلول عام 1952، وحصل على درجة الأستاذية الثانية في جامعة ييل عام 1970. تزوج من إديث كورنر، وأنجبا عالم الرياضيات توماس كورنر، والكاتبة المترجمة عالمة الكيمياء الحيوية آن .إم كورنر.

## النشأة
ولد كورنر في 26 سبتمبر 1913 بمدينة أوسترافا، التي أصبحت جزء من الإمبراطورية النمساوية المجرية لاحقًا. كان الابن الوحيد لوالده ىالذي كان يعمل معلمًا للأدب الكلاسيكي. درس والده الأدب الكلاسيكي في فيينا، وفاز كذلك بجوائز في الرياضيات، التي كانت تُعد مصدرًا لزيادة دخله الضئيل (وقد كان كثيرًا ما تساءل زميله ليون تروتسكي، «متى ستحدث تلك الثورة العظيمة التي تتحدث عنها دائمًا؟»). على الرغم من رغبته المبكرة في دراسة الفلسفة، إلا أن والده نصحه بالعدول عن هذه الرغبة، إذ خشي أن يصبح ابنه أكاديميًا مفلسًا. أقنعه والده بدراسة شيء أكثر عملية، فحصل على دكتوراه في القانون من جامعة كارلوفا بمدينة براغ مكملًا بذلك دراسته عام 1935. (عمل في مجال القانون لفترة وجيزة، رغم أنه ظل يحتفظ باهتمام قوي به، وقد حضر عدة ندوات في كلية ييل للحقوق بعد تعيينه كأستاذ زائر بجامعة ييل في السبعينيات). أدى خدمته العسكرية، منذ عام 1936 وحتى عام 1939، كضابط في سلاح الفرسان.
حذر زميل كورنر، وهو ضابط في قوات الأمن الخاصة النازية، الأسرة اليهودية من أن الحياة في محمية بوهيميا ومورافيا لم تعد آمنة، وذلك بعد اقتحام القوات الألمانية البلاد في مارس عام 1939. رفض والدا كورنر المغادرة، معتقدين أنه ليس لديهم ما يخشونه لأنهم ليسوا شيوعيين. تُوفي والده عام 1939، أثناء ترحيله إلى مدينة نيسكو، وقُتلت والدته في عام 1941 بعد ترحيلها إلى حي مينسك اليهودي ببيلاروسيا، على متن ناقلة ترانسبورت إف. قُتلت ابنة عمه الكبرى روث ماير في معسكر أوشفيتس، بعد اعتقالها وترحيلها من النرويج عام 1944. عُرفت باسم «آن فرانك النرويجية». سافر ستيفان كلاجئ بصحبة اثنين من أصدقائه، أوتو إيسنر وويلي هاس، إلى المملكة المتحدة عبر بولندا، وذلك مع بداية الحرب العالمية الثانية. انضم مرة أخرى إلى جيش تشيكوسلوفاكيا الحكومي للاجئيين في بريطانيا. شهدت فترة خدمته معهم معركة فرنسا عام 1940 قبل عودته إلى بريطانيا.
حصل على منحة صغيرة لمواصلة تعليمه في جامعة كامبريدج، حيث درس الفلسفة مع آخرين على يد ريتشارد بيفان بريثورت في قاعة ترينتي، وقد كان لودفيغ فيتغنشتاين من بين أستاذته. كان البروفيسور بريثويت لطيفًا للغاية مع طالبه اللاجئ. دعاه بريثويت في إحدى المرات إلى منزله قائلًا: «لقد سلم عليّ أحد الأشخاص المجريين قائلًا: هل تأتي إلى منزلي وتريني كيفية تناوله؟» كانت مثل هذه الدعوات مرحبًا بها لأن ستيفان كان يكسب القليل من المال كنادل في مطعم يوناني ويقتات «فطيرة لحم تكلفتها أربعة بنسات في اليوم». استدعاه الجيش التشيكوسلوفاكي عام 1943، حيث خدم كرقيب في سلاح المشاة أثناء الهجوم على فرنسا وألمانيا. ذكر لاحقًا أنه نجا من القتال خارج دونكيرك بفضل تشارلز ديكنز، وقد تعافى في المستشفى من جرح طفيف، ورفض أحد الأطباء خروجه حتى اليوم الأخير لإنهاء روايته. غاب، نتيجةً لذلك، عن القتال العنيف في اليوم التالي، عندما قُتل العديد من أصدقائه المقربين.
حصل على درجة الدكتوراة عام 1944، وتزوج بعد ذلك بوقت قصير من إديث لانير (وُلدت باسم إيديتا ليا لوي؛ في عام 1938 أو في عام 1939، وقد غير والدها اسم العائلة إلى لانير في محاولة يائسة لخداع النازيين وجعلهم يعتقدون أنه وعائلته ليسوا يهودًا)، وهئ لاجئة تشيكية زميلة قابلها في لندن عام 1941. ظل في الجيش التشيكوسلوفاكي حتى عام 1946.